# Norveški olimpijski muzej
Norveški olimpijski muzej (Norges Olympiske Museum) je v Maihaugenu v Lillehammerju na Norveškem.
Norveški olimpijski muzej prikazuje zgodovino olimpijskih iger v antiki in sodobnem času, s poudarkom na zimskih olimpijskih igrah leta 1952 v Oslu in zimskih olimpijskih igrah leta 1994 v Lillehammerju. Olimpijski vrhunci so predstavljeni z interaktivnimi instalacijami, multimedijskimi predstavitvami in zgodbami, povezanimi z avtentičnimi predmeti. Poleg stalne razstave so v muzeju na ogled tudi občasne razstave na temo športne zgodovine in športnih dosežkov. Paraolimpijske igre in olimpijske igre mladih imajo v muzeju svoje oddelke.
Norveški olimpijski muzej sta uradno odprla kralj Harald V. Norveški in kraljica Sonja 27. novembra 1997 v dvorani Håkons. Muzej je bil leta 2016 ponovno odprt kot nov sodoben muzej v Maihaugenu. Muzej ima interaktivne instalacije, multimedijske predstavitve in izvirne predmete. Je edini muzej v severni Evropi, ki predstavlja celotno zgodovino olimpijskih iger. Muzej ima skupno zbirko več kot 7000 olimpijskih predmetov.
Zgodbe v muzeju so lahko pomembne za mlade, saj jih lahko navdihnejo, da ostanejo v športu. Bjørn Dæhlie, dobitnik zlate olimpijske medalje.
Norveški olimpijski muzej ima status nacionalnega muzeja športa na Norveškem. Skupaj z muzeji Maihaugen, Aulestad, Bjerkebæk in Norveškim poštnim muzejem je Norveški olimpijski muzej del konsolidiranega muzeja Lillehammer.